# Großsteingräber im Fuhrenkamp
Die Großsteingräber im Fuhrenkamp sind eine Gruppe von drei Grabanlagen der jungsteinzeitlichen Trichterbecherkultur nahe der Gemeinde Lastrup im Landkreis Cloppenburg (Niedersachsen). Sie tragen die Sprockhoff-Nummern 965–967.

## Lage
Die drei Gräber liegen etwa 3,5 km südwestlich des Ortskerns von Lastrup sowie etwa 1,3 km südwestlich des Ortsteils Oldendorf in einem als Fuhrenkamp bezeichneten Waldstück. Die Anlagen liegen recht nahe beieinander: Grab 2 befindet sich etwa 30 m östlich von Grab 1 und Grab 3 etwa 80 m südöstlich von Grab 2. Etwa 800 m nordöstlich der Gruppe befindet sich im gleichen Waldstück das Großsteingrab Oldendorfer Hünensteine.

## Beschreibung

### Grab 1
Das Grab besitzt eine Hügelschüttung mit einer Länge von 35 m und einer Breite von 17 m. Der Hügel erreicht eine maximale Höhe von 1,4 m und ist annähernd ostwestlich orientiert. Die Steine zerfallen in zwei Gruppen: Im Westen befinden sich neun Steine, vornehmlich Wandsteine. Etwas abgesetzt davon liegen östlich sieben weitere Steine, davon allerdings keiner in situ. Sprockhoff kam aufgrund dieses Befundes zu keiner eindeutigen Rekonstruktion des ursprünglichen Aussehens. Möglich sind sowohl zwei Grabkammern in einer Hügelschüttung als auch eine langgestreckte Grabkammer.

### Grab 2

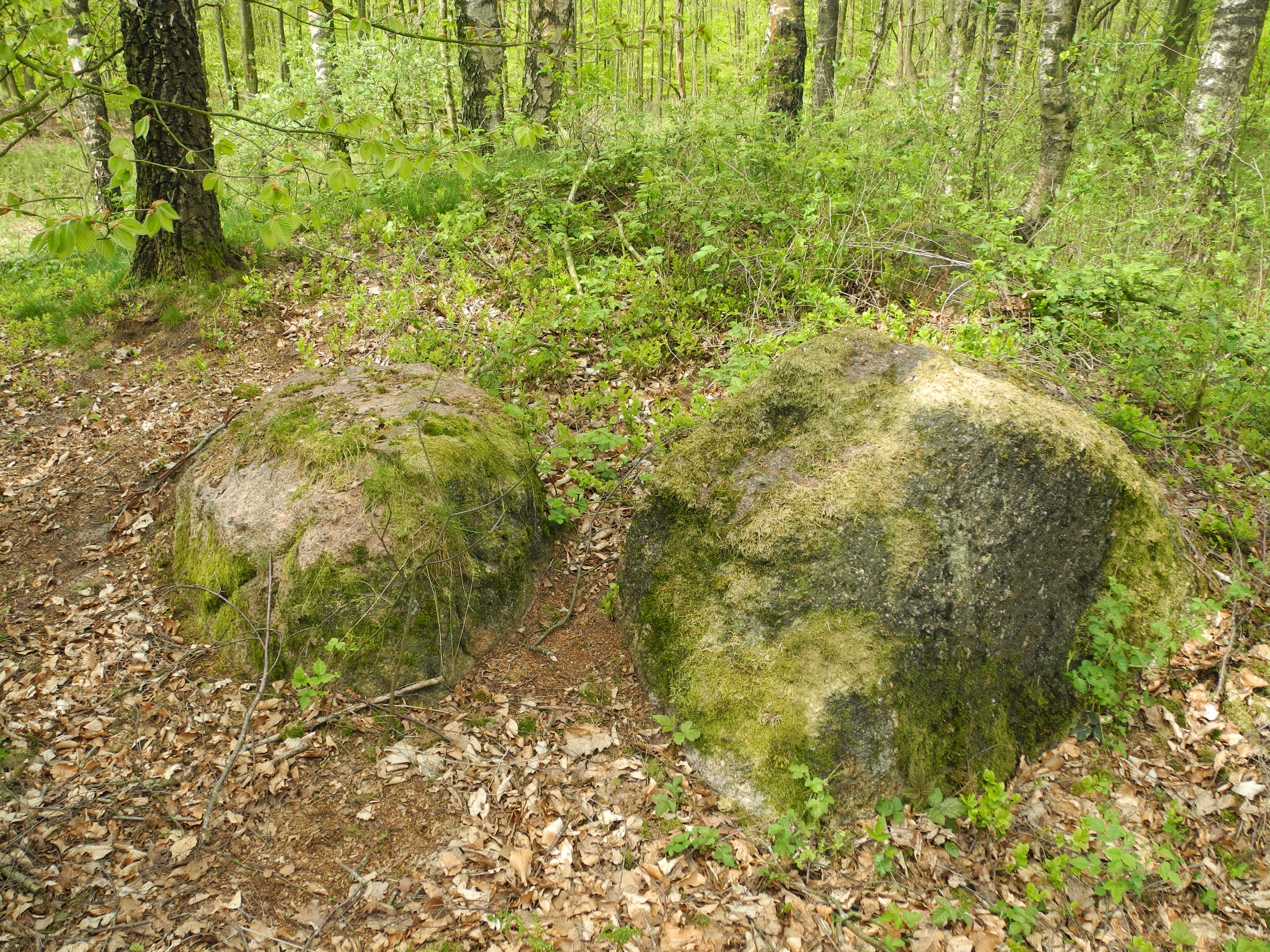
Großsteingrab im Fuhrenkamp 2

Auch Grab 2 besitzt eine ostwestlich orientierte Hügelschüttung. Der Hügel erreicht eine Höhe von 2 m, weist jedoch starke Störungen auf. Von der Grabkammer sind lediglich noch vier Wandsteine erhalten, bei denen es sich um den Abschlussstein der östlichen Schmalseite sowie um zwei Steine der nördlichen und einen der östlichen Langseite handelt.

### Grab 3

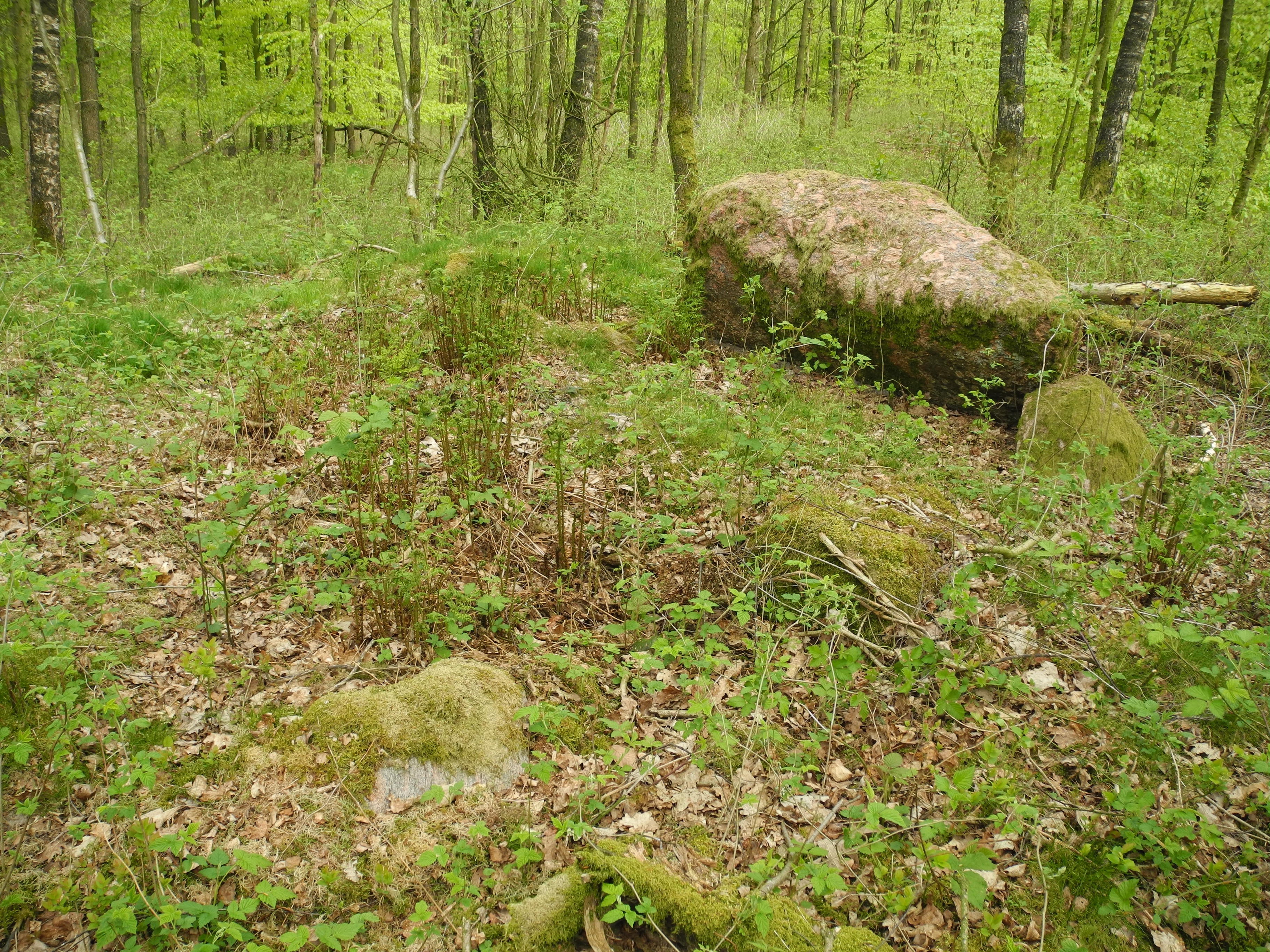
Großsteingrab im Fuhrenkamp 3

Grab 3 weist den besten Erhaltungszustand innerhalb der Gruppe auf. Es besitzt gleichfalls eine ostwestlich orientierte Hügelschüttung von etwa 1 m Höhe. Bei der Aufnahme durch Sprockhoff waren noch 13 Steine vorhanden: Die beiden Wandsteine der Schmalseiten sowie drei der nördlichen und vier der südlichen Langseiten standen noch in situ. Hinzu kamen drei verschobene Decksteine und ein Stein unklarer Funktion. Der mittlere Deckstein und zwei der nördlichen Wandsteine wurden später gestohlen.